# 거리 함수

맨해튼 거리와 유클리드 거리의 비교: 맨해튼 거리인 빨간색, 파란색, 노란색 선의 길이는 모두 12이며 가장 짧은 맨해튼 거리이다. 유클리드 거리인 초록색 선의 길이는 이므로 네 선 중에서 가장 길이가 짧다.

거리 함수(距離 函數, 영어: metric, distance function)는 집합의 각 원소 쌍 사이에 거리를 주는 함수이다. 거리가 있는 집합을 거리 공간이라고 부른다. 거리는 집합의 위상을 유도하지만 모든 위상을 거리로부터 생성할 수는 없다. 거리로부터 위상을 생성할 수 있는 공간을 거리화 가능 공간이라고 부른다.
미분기하학에서 거리를 정의하는 한 가지 중요한 방법은 계량 텐서이다. 계량 텐서는 미분 가능 다양체의 두 접벡터를 받아 스칼라를 내놓는 쌍선형 형식이다. 계량 텐서는 적분을 통해 곡선의 길이를 결정할 수 있도록 해 주고, 따라서 거리를 결정한다.

## 정의
집합 X의 거리는 다음과 같이 함수("거리 함수" 또는 단순히 "거리"라고 부름)로 표현한다.
{\displaystyle d:X\times X\to [0,\infty )}
여기서 {\displaystyle [0,\infty )}는 음이 아닌 실수의 집합이며 모든 {\displaystyle x,y,z\in X}에 대해 다음 3가지 공리가 충족된다.
| 1. | {\displaystyle d(x,y)=0\Leftrightarrow x=y} | 식별불가능자 동일성 원리 |
| 2. | {\displaystyle d(x,y)=d(y,x)}               | 대칭성                   |
| 3. | {\displaystyle d(x,y)\leq d(x,z)+d(z,y)}    | 삼각 부등식              |
이 공리들은 거리가 음수가 아니라는 "분리 조건"을 함의한다. 즉, 모든 {\displaystyle x,y\in X}에 대해 {\displaystyle d(x,y)\geq 0}이다.
왜냐하면 1번, 3번, 2번 공리를 순서대로 적용하면 {\displaystyle 0=d(x,x)\leq d(x,y)+d(y,x)=d(x,y)+d(x,y)=2d(x,y)}이고, 따라서 {\displaystyle 0\leq d(x,y)}이기 때문이다.
함수값이 음이 아니라는 조건과 1번 공리는 "양의 정부호 함수"라고 불리는 것을 정의한다.
두 점 사이에 다른 점이 들어갈 수 없도록 다음과 같이 삼각 부등식보다 강한 조건을 만족하는 거리를 초거리라고 한다.
모든 {\displaystyle x,y,z\in X}에 대해 {\displaystyle d(x,y)\leq \max(d(x,z),d(y,z))}.
X의 임의의 두 점 x와 y에 대해, 두 점을 이으면서 그 길이가 d(x, y)에 임의로 가까운 곡선이 존재하는 경우, d를 X의 길이 거리라고 부른다.
군 G의 거리 d가 다음 조건을 만족하면 "왼쪽 불변"(반대 개념은 "오른쪽 불변")이라고 한다. (곱셈 표기법 사용)
{\displaystyle d(zx,zy)=d(x,y)} [반대 개념은 {\displaystyle d(xz,yz)=d(x,y)}] (G의 모든 x, y, z에 대해)
가환 덧셈군 {\displaystyle X}의 거리 {\displaystyle D}는 모든 {\displaystyle x,y,z\in X}에 대해 {\displaystyle D(x,y)=D(x+z,y+z)}인 경우 또는 모든 {\displaystyle x,y\in X}에 대해 {\displaystyle D(x,y)=D(x-y,0)}인 경우에 평행변환불변이라고 한다. 또한 모든 벡터 공간은 가환 덧셈군이며, 실벡터공간 또는 복소벡터공간에서 노름에 의해 유도되는 거리는 항상 평행변환불변이다.
실벡터공간 또는 복소벡터공간에서 거리 {\displaystyle D}는 평행변환불변이고 "절대동차"인 경우에만 노름으로 유도된다. 여기서 절대동차라는 것은 모든 스칼라 s와 모든 {\displaystyle x,y\in X}에 대해 {\displaystyle D(sx,sy)=|s|D(x,y)}임을 의미한다. 이 경우에 함수 {\displaystyle \|x\|:=D(x,0)}는 {\displaystyle X}에 대한 노름을 정의하고 {\displaystyle \|\cdot \|}에 의해 유도된 노름 거리는 {\displaystyle D}와 같다.

## 참고
이러한 조건들은 거리에 대한 직관적인 이해를 반영한다. 예를 들어 구별되는 점 사이의 거리는 양수이고, x에서 y까지의 거리는 y에서 x까지의 거리와 같다. 삼각 부등식은 x에서 y를 거쳐 z까지 가는 거리가 적어도 x에서 z까지 직접 가는 거리만큼 길다는 사실을 나타낸다. 에우클레이데스는 《원론》에서 두 점 사이의 최단 거리는 직선이라고 했는데, 이는 유클리드 기하학에 대한 삼각 부등식이다.

## 예시
- 이산 거리: x = y인 경우 d(x,y) = 0이고 그렇지 않으면 d(x,y) = 1이 된다.
- 유클리드 거리는 평행변환과 회전변환에 대해 불변이다.
- 맨해튼 거리는 평행변환에 대해 불변이다.
- 보다 일반적으로 노름에서 유도되는 모든 거리는 평행변환불변이다.
- {\displaystyle (p_{n})_{n\in N}}이 (국소 볼록 공간인) 위상 벡터 공간 E를 정의하는 반노름의 열이라면
{\displaystyle d(x,y)=\sum _{n=1}^{\infty }{\frac {1}{2^{n}}}{\frac {p_{n}(x-y)}{1+p_{n}(x-y)}}}
는 동일한 위상을 정의하는 거리이다. (여기서 {\displaystyle {\frac {1}{2^{n}}}}는 합이 수렴하는 임의의 양항급수 {\displaystyle (a_{n})}로 바꿔도 된다.)
- 노름 공간 {\displaystyle (\mathbb {R} ,|\cdot |)}은 바나흐 공간이고, 이때 절댓값은 {\displaystyle \mathbb {R} }의 일반적인 유클리드 위상을 유도하는 실직선 {\displaystyle \mathbb {R} }의 노름 역할을 한다. {\displaystyle \mathbb {R} }위의 거리 {\displaystyle D:\mathbb {R} \times \mathbb {R} \to \mathbb {R} }를 모든 {\displaystyle x,y\in \mathbb {R} }에 대해 {\displaystyle D(x,y)=|\arctan(x)-\arctan(y)|}로 정의하자. {\displaystyle |\cdot |} 의 유도 거리와 마찬가지로, 거리 {\displaystyle D}도 ℝ에서 일반적인 유클리드 위상을 유도한다. 그러나 {\displaystyle x_{i}:=i}로 정의된 수열 {\displaystyle x_{\bullet }=\left(x_{i}\right)_{i=1}^{\infty }}는 {\displaystyle D}-코시 열이지만 ℝ의 어떠한 점으로도 수렴하지 않기 때문에 {\displaystyle D}는 완비 거리가 아니다. 이 {\displaystyle D}-코시 열은 수렴하지 않으므로 {\displaystyle (\mathbb {R} ,|\cdot |)}에 대한 코시 열이 될 수 없다. 즉, 노름 {\displaystyle |\cdot |}에 관한 코시 열이 아니다. 왜냐하면 {\displaystyle (\mathbb {R} ,|\cdot |)}이 바나흐 공간이라는 사실 때문에, 이 수열이 {\displaystyle |\cdot |}-코시 열이라면 수렴해야 하고, 이는 모순이기 때문이다.[2]
- 그래프 거리는 특정한 그래프 위의 거리이다.
- 해밍 거리는 부호 이론에서 활용된다.
- 리만 거리: 매끄러운 다양체에 활용하기에 적합한 거리 함수이다. 이러한 다양체에 대하여, 각 점 p에서의 접공간 Tp에서 양의 정부호 대칭 쌍선형 형식 L: Tp × Tp → ℝ를 매끄러운 방식으로 선택할 수 있다. 이러한 형식은 다양체에서 접선 벡터 v의 길이를 {\textstyle \|v\|={\sqrt {L(\mathbf {v} ,\mathbf {v} )}}}로 결정한다. 그런 다음에 다양체의 모든 미분 가능한 경로에 대해, 그 길이를 각 점에서 경로에 대한 접선 벡터의 길이의 적분으로 정의하는데, 이때 적분은 경로 매개변수에 대해서 한다. 마지막으로 다양체의 두 점 x, y 사이의 거리를 x와 y를 잇는 모든 경로의 길이의 하한으로 정의한다. 리만 거리가 주어진 매끄러운 다양체를 리만 다양체라고 부른다.
- 푸비니-슈투디 계량은 복소수 사영 공간에 활용되는데 리만 거리의 한 예이다.
- 레벤시테인 거리는 그 밖의 문자열 편집 거리와 마찬가지로 문자열에 대한 거리를 정의한다.
- 그래프 편집 거리: 그래프 간의 거리 함수를 정의한다.
- 바세르시테인 거리: 두 확률 분포 사이의 거리 함수이다.
- 핀슬러 거리는 접다발 위에 정의된 음이 아닌 연속함수 F : TM → [0,+∞)이다.

## 거리의 동치
주어진 집합 X와 그 위의 거리 함수 d1, d2에 대해, 거리 공간 사이의 항등 사상
id: (X,d1) → (X,d2)
가 위상동형사상이면, d1과 d2가 위상적으로 동치라고 한다. 추가로, id가 균등동형사상이면 두 거리 함수가 균등 동치(uniformly equivalent)라고 한다. (어떤 함수가 균등동형사상이라는 것은 균등연속이면서 그 역함수도 균등연속이라는 뜻이다.)
예를 들어 {\displaystyle d}이 거리이면 {\displaystyle \min(d,1)} 및 {\displaystyle {d \over 1+d}}는 {\displaystyle d}와 동치인 거리이다.

## 노름 유도 거리
벡터 공간의 노름은 절대동차이고 평행변환불변인 거리와 동치이다. 즉 모든 노름은 거리 함수를 결정하고, 어떤 거리 함수는 노름을 결정한다.
노름 공간 {\displaystyle (X,\|\cdot \|)}가 주어지면 {\displaystyle X}의 거리 {\displaystyle d}를 정의할 수 있다.
{\displaystyle d(x,y):=\|x-y\|.}
이때 {\displaystyle d}를 노름 ({\displaystyle \|\cdot \|})에 의해 유도된 거리 또는 노름 유도 거리라고 부른다.
반대로 벡터 공간 {\displaystyle X}의 거리 {\displaystyle d}가 다음 조건을 만족한다 하자.
- 평행변환불변: {\displaystyle d(x,y)=d(x+a,y+a)};
- 절대동차성: {\displaystyle d(\alpha x,\alpha y)=|\alpha |d(x,y)}.

그러면 {\displaystyle X}의 노름을 다음과 같이 정의할 수 있다.
{\displaystyle \|x\|:=d(x,0)}
이러한 노름에 의해 유도되는 거리는 원래 주어진 거리 {\displaystyle d}이다.
마찬가지로 반노름은 유사거리를 유도하고, 절대동차이고 평행변환불변인 유사거리는 반노름을 유도한다.

## 중복집합에서의 거리
두 원소 사이의 거리 개념을 일반화하여 공집합이 아닌 유한 중복집합의 거리 개념을 정의할 수 있다. 중복집합은 원소가 2번 이상 발생할 수 있도록 집합의 개념을 일반화한 것이다. {\displaystyle Z}가 중복집합 {\displaystyle X}와 {\displaystyle Y}의 요소로 구성된 중복집합일 때, {\displaystyle Z=XY}라고 정의한다. 예를 들어 {\displaystyle X}에 한 번, {\displaystyle Y}에 한 번 나타나는 원소는 {\displaystyle Z}에 두 번 나타난다. 공집합이 아닌 유한 중복집합들의 집합 위의 함수 d가 다음 조건을 만족하면 d를 거리 함수라 한다.
1. {\displaystyle X}의 모든 원소가 동일하면 {\displaystyle d(X)=0}, 그렇지 않으면 {\displaystyle d(X)>0} (양의 정부호성)
2. {\displaystyle d(X)}는 {\displaystyle X}의 모든 순열에 대해 불변이다. (대칭성)
3. {\displaystyle d(XY)\leq d(XZ)+d(ZY)} (삼각 부등식)

조건 1, 2에서 중복집합 {\displaystyle X}가 두 원소 집합이고 조건 3에서 중복집합 {\displaystyle X,Y,Z}가 각각 한 원소 집합인 경우 보통의 거리 함수에 대한 조건이 된다. 예를 들어 {\displaystyle X}가 {\displaystyle x} 2개로 구성된 중복집합이면 조건 1에 따라 {\displaystyle d(X)=0}이 된다.
간단한 예시는 정수의 모든 공집합이 아닌 유한 중복집합 {\displaystyle X}에 대한 거리인 {\displaystyle d(X)=\max\{x:x\in X\}-\min\{x:x\in X\}}이다. 더 복잡한 예시는 중복집합의 정보 거리(information distance)와 다중 집합의 정규화된 압축 거리(normalized compression distance)이다.

## 일반화된 거리
거리 함수의 공리를 여러 방식으로 약화시켜 거리 공간의 개념을 일반화할 수 있다. 이러한 일반화된 개념끼리 서로 결합될 수도 있다. 이런 개념들을 부르는 용어들은 아직 완전히 표준화되어 있지 않다. 특히 함수해석학에서 유사거리는 벡터 공간의 반노름에서 오는 경우가 많으므로 "반거리"라고 부르는 것이 자연스럽다고 느낄 수 있는데, 이는 위상수학의 용어와 충돌한다.

### 확장 거리
일부 저자들은 거리 함수 d가 값 ∞를 갖도록 허용한다. 즉 거리는 음이 아닌 확장된 실수가 될 수 있다. 이러한 함수를 "확장 거리"(extended metric) 또는 "∞ 거리"라고 부른다. 모든 확장 거리는 똑같은 위상을 유도하는 유한 거리로 변환할 수 있는데, 0을 0으로 보내는 준가법 유계 증거함수를 사용하면 된다. 예를 들어 d′(x, y) = d(x, y) / (1 + d(x, y)) 또는 d′′(x, y) = min(1, d(x, y))와 같이 변환할 수 있다.
거리가 [0,∞)에 속해야 한다는 조건을 완화하여 다른 유향집합으로 확장할 수도 있다. 이렇게 공리를 재구성하면 균등 공간, 즉 서로 다른 점에서의 국소적 위상을 비교할 수 있는 추상적 구조를 가진 위상 공간의 개념이 얻어진다.

### 유사거리
X의 유사거리(pseudometric)는 두 번째 거리 공리(식별불가능자 동일성) 대신에 모든 x에 대해 d(x,x)=0라는 조건을 만족하고 거리에 대한 나머지 공리를 만족하는 함수이다. 즉 유사거리의 공리는 다음과 같다.
1. d(x, y) ≥ 0
2. d(x, x) = 0 (그러나 어떤 x ≠ y의 경우 d(x, y) = 0일 수도 있다.)
3. d(x, y) = d(y, x)
4. d(x, z) ≤ d(x, y) + d(y, z).

어떤 맥락에서 유사거리는 반노름과의 관계 때문에 "반거리"(semimetric)라고도 불린다.

### 준거리
준거리(quasimetric)는 대칭성을 제외하고 거리에 대한 모든 공리를 만족하는 함수로 정의한다. 이 개념의 이름이 완전히 표준화된 것은 아니다.
1. d(x, y) ≥ 0 (음이 아님)
2. d(x, y) = 0임은 x = y와 동치 (양의 정부호성)
3. d(x, y) = d(y, x) (대칭성, 삭제됨)
4. d(x, z) ≤ d(x, y) + d(y, z) (삼각 부등식)

준거리는 실제 생활에서 흔히 볼 수 있다. 예를 들어 산촌의 집합 X가 주어지면 언덕을 내려가는 것보다 언덕을 올라가는 것이 더 오래 걸리기 때문에 X의 원소들 사이의 걷는 시간은 준거리를 이룬다. 또 다른 예시는 일방통행 도로가 있는 맨해튼 거리로서 여기서 A 지점에서 B 지점까지의 최단 경로는 B에서 A까지의 최단 경로와 다를 수 있다.
다음은 실수 집합 위의 준거리가 된다.
d(x, y) = x − y (x ≥ y일 경우)
d(x, y) = 1 (그 밖의 경우). 1은 무한대 또는 {\displaystyle 1+10^{(y-x)}}으로 바꿀 수 있다.
이러한 준거리 공간에 대응하는 위상공간은 소젠프리 선이다. 이 공간을 금속 막대기를 자르는 과정을 묘사한다. 금속 막대기의 크기를 줄이는 것은 쉽지만 그것을 늘리는 것은 어렵거나 불가능하다.
d가 X의 준거리이면 X의 거리 d'를 다음과 같이 정의할 수 있다.
d'(x, y) = 1⁄2(d(x, y) + d(y, x))

### 메타거리
메타거리(metametric)는 동일한 점들 사이의 거리가 0이 아닐 수 있다는 점을 제외하면 모든 거리 공리를 만족한다. 즉 준거리에 대한 공리는 다음과 같다.
1. d(x, y) ≥ 0
2. d(x, y) = 0이면 x = y이다. (그러나 역은 성립하지 않을 수 있다.)
3. d(x, y) = d(y, x)
4. d(x, z) ≤ d(x, y) + d(y, z)

메타거리는 그로모프 쌍곡 거리 공간과 그 경계에 대한 연구에 나타난다. 그러한 공간에서 "시각적 메타거리"(visual metametric)는 경계에 있는 점 x에 대해 d(x, x) = 0을 만족하지만 그렇지 않으면 d(x, x)는 대략 x에서 경계까지의 거리이다. 메타거리는 유시 비시슬래(Jussi Visisllä)에 의해 처음 정의되었다.

### 반거리
X의 반거리(semimetric)는 함수 d : X × X → R로서 첫 세 공리를 만족하지만 삼각 부등식을 만족할 필요는 없다.
1. d(x, y) ≥ 0
2. d(x, y) = 0임은 x = y와 동치
3. d(x, y) = d(y, x)

일부 저자들은 다음과 같은 약한 형태의 삼각 부등식을 추가한다.
d(x, z) ≤ ρ (d(x, y) + d(y, z))     (ρ-완화 삼각 부등식)
d(x, z) ≤ ρ max(d(x, y), d(y, z))     (ρ-하위 거리 부등식)
ρ-하위 거리 부등식은 (첫번째 공리를 가정할 때) ρ-완화 삼각 부등식을 함의하며, ρ-완화 삼각 부등식은 2ρ-하위 거리 부등식을 함의한다. 서로 동치인 이러한 조건을 만족하는 반거리는 때때로 "유사거리"(quasimetric), "근거리"(nearmetric) 또는 "하위 거리"(inframetric)라고 불린다.
ρ-하위 거리 부등식은 인터넷에서 왕복 지연 시간을 모델링하기 위해 도입되었다. 삼각 부등식은 2-하위 거리 부등식을 함의하며 초거리 부등식은 정확히 1-하위 거리 부등식과 같다.

### 전거리
전거리(premetric)은 다음 3가지 조건을 만족하는 함수이다.
1. d(x, y) ≥ 0
2. d(x, x) = 0
3. d(x, y) = d(y, x)

이것은 표준 용어가 아니다. 이 용어는 유사반거리 또는 유사거리와 같은 다른 개념을 가리키는 용어로도 사용된다. 러시아어 서적의 번역본에서는 "prametric"이라는 표기도 등장한다. 경우에 따라서는 거리(distance)라고 부르기도 한다.
모든 전거리는 다음과 같은 위상을 생성한다. 양의 실수 r에 대해 점 p를 중심으로 한 r-공은 다음과 같이 정의된다.
Br(p) = { x | d(x, p) < r }
집합에 포함된 각 점 p에 대해 p를 중심으로 한 r-공이 그 집합에 속하면 이 집합을 열린 집합이라고 한다. 모든 전거리는 이렇게 위상 공간을, 나라가 점렬 공간을 정의한다. 일반적으로 r-공 자체는 이 위상에서 열린 집합일 필요가 없다. 거리 함수의 경우와 같이, 두 집합 A와 B 사이의 전거리는 다음과 같이 정의된다.
d(A, B) = infx∊A, y∊B d(x, y)
이것은 전거리 공간의 멱집합에 대한 전거리를 정의한다. (유사반)거리 공간에서 출발하면 유사반거리, 즉 대칭적인 전거리가 얻어진다. 임의의 전거리는 다음과 같은 전폐포(preclosure) 연산자 cl을 낳는다.
cl(A) = { x | d(x, A) = 0 }

### 유사준거리
'유사', '준', '반'과 같은 접두사들이 결합될 수 있다. 예를 들어 유사준거리(pseudoquasimetric 또는 hemimetric)는 무차별성 공리와 대칭성 공리를 모두 완화하여, 단순히 삼각 부등식을 만족시키는 준거리이다. 유사준거리 공간의 경우 열린 r-공은 열린 집합의 기저를 이룬다. 유사준거리 공간의 매우 간단한 예로는 d(0,1) = 1과 d(1,0) = 0으로 주어진 전거리가 있는 집합 {0,1}이 있다. 이에 대응하는 위상 공간은 시에르핀스키 공간이다.
확장된 유사준거리를 갖춘 집합은 윌리엄 로베어가 "일반화된 거리 공간"이라는 이름으로 연구한 바 있다. 범주론의 관점에서 보면, 비확장사상(nonexpansive map)이 주어진 확장된 유사거리 공간 및 확장된 유사준거리 공간들은 거리 공간 범주들 중 가장 좋은 성질을 가지는 것들이다. 이러한 범주 안에서는 임의 개수의 곱과 쌍대곱을 취하고 몫대상을 정의할 수 있다. '확장'이라는 조건을 빼면 유한 곱과 유한 쌍대곱만 취할 수 있다. '유사'라는 조건을 빼면 몫대상을 정의할 수 없다. 접근 공간(approach space)은 이런 좋은 범주론적 특성을 유지하는 거리 공간의 일반화이다.

### 우카시크-카르모프스키 거리
우카시크-카르모프스키 거리는 두 확률 변수 또는 두 무작위 벡터 사이의 거리를 정의하는 함수이다. 이 함수의 공리는 다음과 같다.
1. d(x, y) ≥ 0
2. d(x, y) = d(y, x)
3. d(x, z) ≤ d(x, y) + d(y, z).

이 거리 함수가 식별불가능자 동일성 원리를 만족할 필요충분조건은 두 인수 x와 y 모두의 확률밀도함수가 디랙 델타 함수인 것이다.

### 일반화된 거리의 중요한 예시
미분기하학의 계량 텐서 개념은 "무한소" 크기의 거리 함수의 제곱으로 생각할 수 있다. 이는 적절한 미분가능성을 가진 다양체의 접공간 위에서 정의된 비퇴화 대칭 쌍선형 형식으로 정의된다. 계량 텐서는 이 문서에서 정의한 거리 함수의 예는 아니지만, 다양체 위의 경로를 따라 계량 텐서의 제곱근을 적분하면 유사반거리 함수가 나온다. 계량 텐서의 내적이 양의 정부호성을 만족하는 경우 이는 리만 다양체가 되며, 경로 적분은 거리 함수를 낳는다.
이와 비슷하게 일반 상대성 이론에서는 준 리만 다양체의 구조를 기술하는 계량 텐서의 개념이 등장한다. 비록 "거리"라는 용어가 쓰이긴 하지만, 이러한 다양체의 접공간에는 영벡터가 아니면서 노름이 0인 벡터가 있고 노름의 제곱이 음수가 될 수도 있기 때문에 근본적인 개념이 다르다. 이처럼 식별불가능자 동일성 원리를 만족하지 않는 경우에도 "거리"(metric)라는 용어를 쓰는 관습이 수학 문헌에도 일부 확산되었다.

## 같이 보기
- 완비 거리 공간

## 참고 문헌
- Arkhangel'skii, A. V.; Pontryagin, L. S. (1990년). 《General Topology I: Basic Concepts and Constructions Dimension Theory》. Encyclopaedia of Mathematical Sciences. Springer. ISBN 3-540-18178-4.
- Steen, Lynn Arthur; Seebach, J. Arthur Jr. (1995년). 《Counterexamples in Topology》. Dover. ISBN 978-0-486-68735-3. MR 507446. OCLC 32311847.
- Narici, Lawrence; Beckenstein, Edward (2011). 《Topological Vector Spaces》. Pure and applied mathematics 2판. Boca Raton, FL: CRC Press. ISBN 978-1584888666. OCLC 144216834.